# Diecezja Frederico Westphalen
Diecezja Frederico Westphalen (łac. Dioecesis Vestphaleniana) – diecezja Kościoła rzymskokatolickiego w Brazylii. Należy do metropolii Passo Fundo wchodzi w skład regionu kościelnego Sul 3. Została erygowana przez papieża Jana XXIII bullą Haud parva w dniu 22 maja 1961.